# كريس روبرسون (لاعب كرة قاعدة)
كريس روبرسون (بالإنجليزية: Chris Roberson)‏ هو لاعب كرة قاعدة أمريكي، ولد في 23 أغسطس 1979 في أوكلاند في الولايات المتحدة.

## وصلات خارجية
- كريس روبرسون على موقع دوري كرة القاعدة الرئيسي (الإنجليزية)
- كريس روبرسون على موقعبيزبول رفرنس.كوم (الدوري الرئيسي) (الإنجليزية)
- كريس روبرسون على موقعبيزبول رفرنس.كوم (الدوري الثانوي) (الإنجليزية)
- كريس روبرسون على موقع إي إس بي إن.كوم (أم.أل.بي) (الإنجليزية)